# ファチノ・カーネ
『ファチノ・カーネ』(Facino Cane)はオノレ・ド・バルザックの短編小説。

## あらすじ
私がレディギエール通りの屋根裏部屋に住んで勉学に励んでいた頃のこと、家政婦に請われてその妹の婚礼祝いに出席した。場末のとある居酒屋で開かれた宴には、３人組の楽隊も揃い貧しい人々が一夜の楽しみに興じていた。と、盲人院からやってきたその楽士の一人、クラリネット吹きの老人に私の目は釘付けになった。そして、ある種の透視力に恵まれた私は、特異な容貌を持つ老人の心の中に入り込んだ。老人の名はファチーノ・カーネ、名にし負う傭兵隊長の末裔だという。カーネは私の関心に心動かされたとみえ、バスティーユのお堀端まで私を連れ出し、自分の過去を語り始めた。
ヴェネティア生まれの富裕な貴族の息子だったカーネは、20歳のとき、うら若き人妻ビアンカと恋を語り合っている場を夫に見つかり、剣で攻撃する彼を逆に絞め殺してしまった。ミラノに難を逃れたが賭博で無一文になると、生地に舞い戻ってビアンカの許に潜伏した。しかし、ここでもまた彼女に懸想するある長官に房事の場を襲われ、ついに地下牢に投獄された。どのみち斬首刑ならばと、脱獄を謀って壁を掘り進むと、運河のはずが、共和国が密かに財宝を隠している小部屋に出た。そこで牢番を丸め込み、持てる限りの財宝を手に首尾よく脱出したものの、洋上から町まちを経てパリに着き、贅沢三昧に暮らすうち突然失明する。だが、すでにビアンカは亡く、盲目につけ込んだある女に丸裸にされ、挙句は狂人として施療院、ついで盲人院に閉じ込められた。話し終えた老人は、あの財宝を今こそと、私を誘う。私はためらったが、諦めた素振りの彼がクラリネットでもの悲しい曲想するのを聞くうちに、ヴェネツィア行きを決意する。けれども、カタル持ちだった老人はしばらく患ってから帰らぬ人となった。

## 登場人物
- 私

観察によってその人物に取って代わることができ、生活に入り込んでそれを自分のものとして感じることができる能力をもつ。
- ファチノ・カーネ

派出婦の妹を披露宴で私と出会った。クラリネット吹きの盲目の老人で、壮絶な過去を持つ。金貨の存在を嗅ぎつける能力をもつ。カタル持ちで死んでしまう。
- ビアンカ

ファチノ・カーネが愛した女性。